# Brazil305
Brazil305 è il quattordicesimo album in studio della cantante cubano-statunitense Gloria Estefan, pubblicato nel 2020.

## Tracce
1. Samba (Conga) – 3:40 (Enrique García)
2. Un Nuevo Mundo (Spanish adaptation of O Homem Falou) – 3:50 (G. Estefan, E. Estefan Jr.)
3. Cuts Both Ways – 3:36 (G. Estefan)
4. Cuando Hay Amor – 4:01 (E. Estefan Jr., N. Tovar, A. Lopez)
5. Con Los Años Que Me Quedan – 4:14 (G. Estefan, E. Estefan Jr.)
6. Here We Are – 4:39 (G. Estefan)
7. Hoy – 3:34 (G. Marco)
8. Ayer – 4:47 (J. Marquez)
9. Rhythm Is Gonna Get You – 3:45 (G. Estefan, E. García)
10. Mi Tierra – 4:36 (G. Estefan, Estéfano)
11. Don't Wanna Lose You – 4:16 (G. Estefan)
12. Hasta Siempre – 3:55 (G. Estefan, E. Estefan Jr.)
13. Más Allá – 5:07 (K. Santander)
14. Abriendo Puertas – 3:30 (K. Santander)
15. Get on Your Feet (featuring Carlinhos Brown) – 3:25 (J. De Faria, C. Ostwald, J. Casas)
16. Here We Are – 4:40 (G. Estefan)
17. Only Together (English adaptation of O Homem Falou) – 3:49 (G. Estefan, E. Estefan Jr.)
18. Magalenha (featuring Carlinhos Brown) – 3:41 (A. Carlos)

## Classifiche
| Paese    | Posizione più alta |
| -------- | ------------------ |
| Spagna   | 24                 |
| Svizzera | 47                 |